# Now That I've Found You (Martin Garrix)
Now That I've Found You è un singolo del DJ olandese Martin Garrix, in collaborazione con i cantanti svedesi John Martin e Michel Zitron. Il brano è stato rilasciato l'11 marzo insieme al video musicale. Il brano segna come il primo rilascio della label di Stmpd Rcrds, fondata il 4 marzo 2016.

## Descrizione
Now That I've Found You, la versione vocale del brano Don't Crack Under Pressure. La melodia della traccia è stata creata durante l'evento dance olandese chiamato DanceFair 2015. La traccia ha un tempo di 128 BPM ed è composta nella scala di Fa minore. È stato annunciato ufficialmente durante il suo spettacolo di chiusura allo Sziget Festival nel 2015.